# Pulo Anna
Pulo Anna también llamada Isla Puro es una isla de Palaos, en el océano Pacífico, en el estado de Sonsorol. La isla constituye administrativamente la municipalidad homónima.
Pulo Anna es una isla de forma casi elíptica que mide 800 metros del noreste al suroeste, y tiene un largo de 550 m. La villa de Puro se encuentra en su costa noroccidental. La isla está bordeada por una barrera coralina, cerca 460 metros en aguas afuera.